# Uwe Hain
Pour les articles homonymes, voir Hain.
Uwe Hain est un footballeur ouest-allemand puis allemand né le 18 octobre 1955 à Schladen. Il jouait au poste de gardien de but.

## Biographie
Uwe Hain commence sa carrière à l'Eintracht Brunswick en 1974. Il dispute ses premiers matchs en première division ouest-allemande lors de la saison 1975-1976. Il sera la doublure d'un international, Bernd Franke,.
En 1982, Uwe Hain devient joueur du Hambourg SV.  Il ne dispute aucun match de championnat lors du titre du club allemand en 1982-1983. Lors de la campagne victorieuse du club en Coupe des clubs champions en 1982-83, il n'entre jamais en jeu, il reste sur le banc lors de la finale de la compétition. Au total il ne totalisera que sept titularisations avec Hambourg, même s'il fait de bonnes prestations, il est barré par la titularisation du gardien international Uli Stein.
En 1987, il retourne à l'Eintracht Brunswick qui évolue en troisième division et participera à la montée du club en deuxième division ouest-allemande, il restera le gardien titulaire durant trois saisons de 1989 à 1991.
Après une dernière saison 1992-1993 avec VfL Wolfsburg, il raccroche les crampons.
Le bilan de la carrière de Hain en championnat s'élève à 45 matchs disputés en première division allemande, et 126 matchs en deuxième division allemande. En compétitions européennes, il dispute un seul match en Coupe UEFA.
Il entraîne la réserve de l'Eintracht Brunswick après sa carrière de joueur.

## Vie privée
Uwe Hain est le frère ainé de Mathias Hain qui joua également au poste de gardien de but à l'Eintracht Brunswick.